# Greedo
Greedo és un personatge de ficció de la saga de ciència-ficció Star wars, un caça-recompenses de l'espècie Rodian, que servia a Jabba el Hutt. Aquest personatge va tenir una carrera llarga i es va tornar bastant famós en el planeta Tatooine. Fins que un dia Jabba li va enviar a cercar a Han Solo en la Cantina de Mos Eisley. Ací després d'una confrontació verbal, Han Solo li va disparar a Greedo una sola vegada, i així va acabar amb la seua vida criminal.
Greedo era un dels amics d'Anakin Skywalker en la seua infància, però es van barallar a l'eixir de la carrera de baines (Podracer) perquè Greedo va dir que Anakin Skywalker havia fet trampes.
Amb Pqweeduk, així es deia el seu germà xicotet, va viure fins que l'imperi va matar la seua família, Greedo va escapar i es va unir a Jabba el Hutt.
El senyor del crim estava ansiós per reclutar caçadors rodians, ja que eren temeraris, treballaven amb una paga mínima i servien com a grans aperitius per al Rancor si era que faltaven als seus favors. Treballar per Jabba seria una manera perfecte perquè en Greedo incrementi el seu estatus i la seu poder com a caça-recompenses. Quan Jabba va premiar a Greedo amb l'exclusivitat de fer que Han Solo pagara vells deutes, el rodià va veure La Galàxia en les seues mans, ja que el corellià era un premi molt alt.
Greedo va esperar a Solo a la cantina de Chalmun. El rodià es va sentir temorós i pertorbat per la presència d'un ancià que havia usat un sabre làser contra un aqualish i un humà. Llavors Chewbacca, que acompanyava el corellià, va escortar l'ancià i el seu jove acompanyant cap a la taula on Solo es trobava. Greedo es va sentir més nerviós. Dos Stormtroopers caminaven inspeccionant la cantina, i quan se'n van anar Greedo va notar que Solo i Chewbacca es trobaven tots sols. Després el wookiee es va alçar del seu seient i va marxar.
Així ell va caminar cap a on es trobava Solo, amb el seu blaster en la mà, el rodià va demandar els diners que Han li devia a Jabba. Si ell podia obtenir els diners de Solo, i després matar-lo, la paga pel botí seria el doble. Segur de si mateix, el rodià va mantenir el seu blaster apuntant a Solo, qui es va veure totalment despreocupat. L'actitud del corellià va pertorbar a Greedo, però abans que poguera tractar amb Solo, aquest li va disparar amb el seu blaster sota la taula matant a Greedo. En Greedo va quedar perforat i socarrimat.

## Curiositats
- Com la majoria dels elements que conformen Star Wars, els idiomes estan basats en llenguatges existents. L'idioma de Greedo està tret de l'idioma quítxua, que encara es parla àmpliament en Perú i Bolívia.

## Les Guerres Clòniques
Greedo durant la seua joventut és contractat per la Federació de Comerç per a segrestar les filles del president Papanodia del planeta Pantora. El president va descobrir que ell havia segrestat les seues filles després d'analitzar una mostra de sang que el caça-recompenses havia deixat en l'escena del crim.